# Ceblepyris cinereus
A Ceblepyris cinereus a madarak osztályának verébalakúak (Passeriformes) rendjébe és a tüskésfarúfélék (Campephagidae) családjába tartozó faj.

## Rendszerezése
A fajt George Robert Gray angol zoológus és ornitológus írta le 1858-ban, a Muscicapa nembe Muscicapa cinerea néven. Egyes szervezetek a Coracina nembe sorolják Coracina cinerea néven.

## Alfajai
- Ceblepyris cinereus cinereus (Statius Muller, 1776)
- Ceblepyris cinereus pallidus Delacour, 1931

## Előfordulása
Madagaszkár és Mayotte területén honos. Természetes élőhelyei a szubtrópusi vagy trópusi száraz erdők, síkvidéki és hegyi esőerdők, mangroveerdők és cserjések, valamint másodlagos erdők. Állandó, nem vonuló faj.

## Megjelenése
Testhossza 24 centiméter.

## Természetvédelmi helyzete
Az elterjedési területe nagyon nagy, egyedszáma ugyan csökken, de még nem éri el a kritikus szintet. A Természetvédelmi Világszövetség Vörös listáján nem fenyegetett fajként szerepel.